# Dithecodes thetis
Dithecodes thetis är en fjärilsart som beskrevs av W. Warren 1900. Dithecodes thetis ingår i släktet Dithecodes och familjen mätare. Inga underarter finns listade i Catalogue of Life.